# Indice de l'actionnariat salarié
Pour les articles homonymes, voir IAS.
L’Indice de l'actionnariat salarié (IAS) est un indice boursier créé par la FAS et Euronext, permettant de suivre la performance boursière des sociétés composant l'indice CAC All-Tradable et réunissant cumulativement les conditions suivantes :
- 3 % ou plus du capital sont entre les mains des salariés ;
- 15 % des salariés dans le monde sont actionnaires ;
- 25 % des salariés français sont actionnaires.